# Pollution visuelle

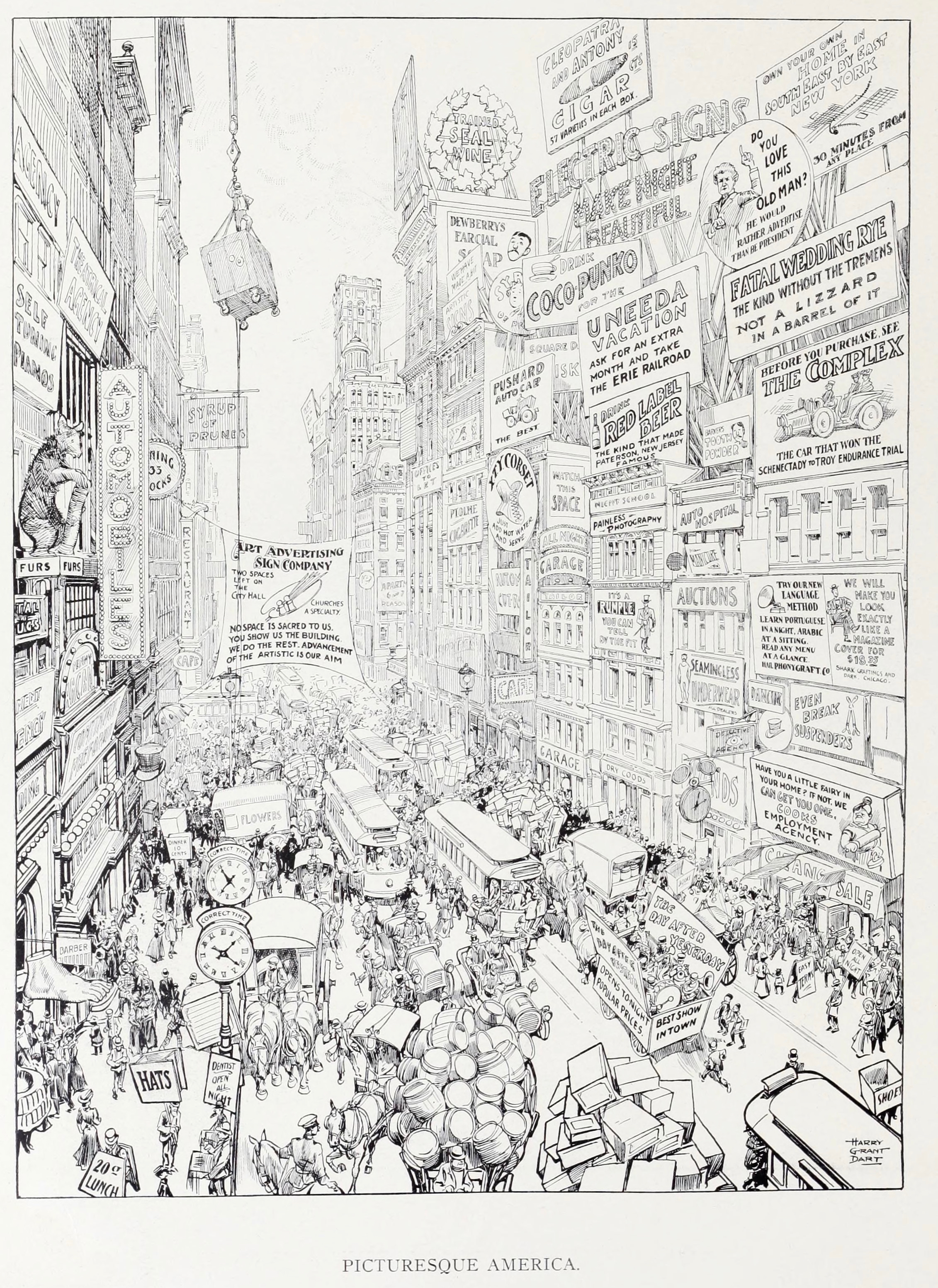
L'Amérique pittoresque, illustration satirique datée de 1907, dessinée par Harry Grant Dart, alertant sur l'encombrement croissant de l'espace public urbain par la publicité.
Sur le grand calicot suspendu en travers de la rue, on peut lire (en anglais) :
Société d'enseignes publicitaires artistiques. Il reste deux places sur la Mairie. Les églises, une spécialité. Aucun espace n'est sacré pour nous. Vous nous montrez le bâtiment ; nous faisons le reste. L'avancement artistique est notre objectif.

La pollution visuelle (on parle aussi de « nuisances visuelles ») comprend les modifications visuelles d'un espace public ou d'un paysage, jugées inesthétiques ou visuellement désagréables.

## Description
Les panneaux et grands objets publicitaires, omniprésents, lumineux, détournant l'attention, parfois illégaux, sont un cas particulier, car leur taille et leur emplacement sont souvent conçus pour être vus par un grand nombre de personnes et pour attirer l'attention. D'autres exemples sont l'urbanisme commercial de périphéries urbaines, certains bâtiments ou infrastructures, certains écrans acoustiques, certaines infrastructures énergétiques (lignes à haute tension, centrale nucléaires, fermes éoliennes ou solaires, barrages hydroélectriques...), de nombreuses infrastructures de transport, industrielles, portuaires, aéroportuaires, de tourisme, certaines clôtures (ex. : enclos de chasse). Certaines des sources de pollution visuelle sont durables et d'autres momentanées. Les fumées d'usines, traînées d'avion, rejets d'eau colorée, certaines grandes antennes (notamment de téléphonie)[réf. non conforme] et la pollution lumineuse,[réf. non conforme] sont des pollutions visuelles qui disparaissent quand leur source cesse de les émettre ou selon les conditions météorologiques. Hors des zones réservées à leur expression artistique, les graffitis sont souvent considérés comme contribuant à la pollution visuelle.

### En France
En 2015, les dépenses publicitaires en France ont été d'environ 30 milliards d’euros, dont 12 % consacrés à l’affichage extérieur (contre 6 % en Allemagne ou aux États-Unis). Selon D. Frioux, « la coupable inertie des préfets à chaque plainte déposée par des associations comme Paysages de France, la présence écrasante, parmi les annonceurs, de champions nationaux de la grande distribution ou de l’automobile, expliquent la pollution visuelle de tant d’entrées de villes [...] Pour assurer le financement de la restauration de monuments historiques, on recourt à des bâches publicitaires géantes [...] La publicité devient une sorte d’impôt privé subi par tous ».
Les stades sportifs et — notamment en région parisienne — les transports en commun sont également touchés. Ainsi, en 2014, la RATP a reçu environ 100 millions d’euros de recettes publicitaire, ce qui est peu par rapport à son chiffre d’affaires de plus de cinq milliards d'euros. 

## Évaluation de la pollution visuelle

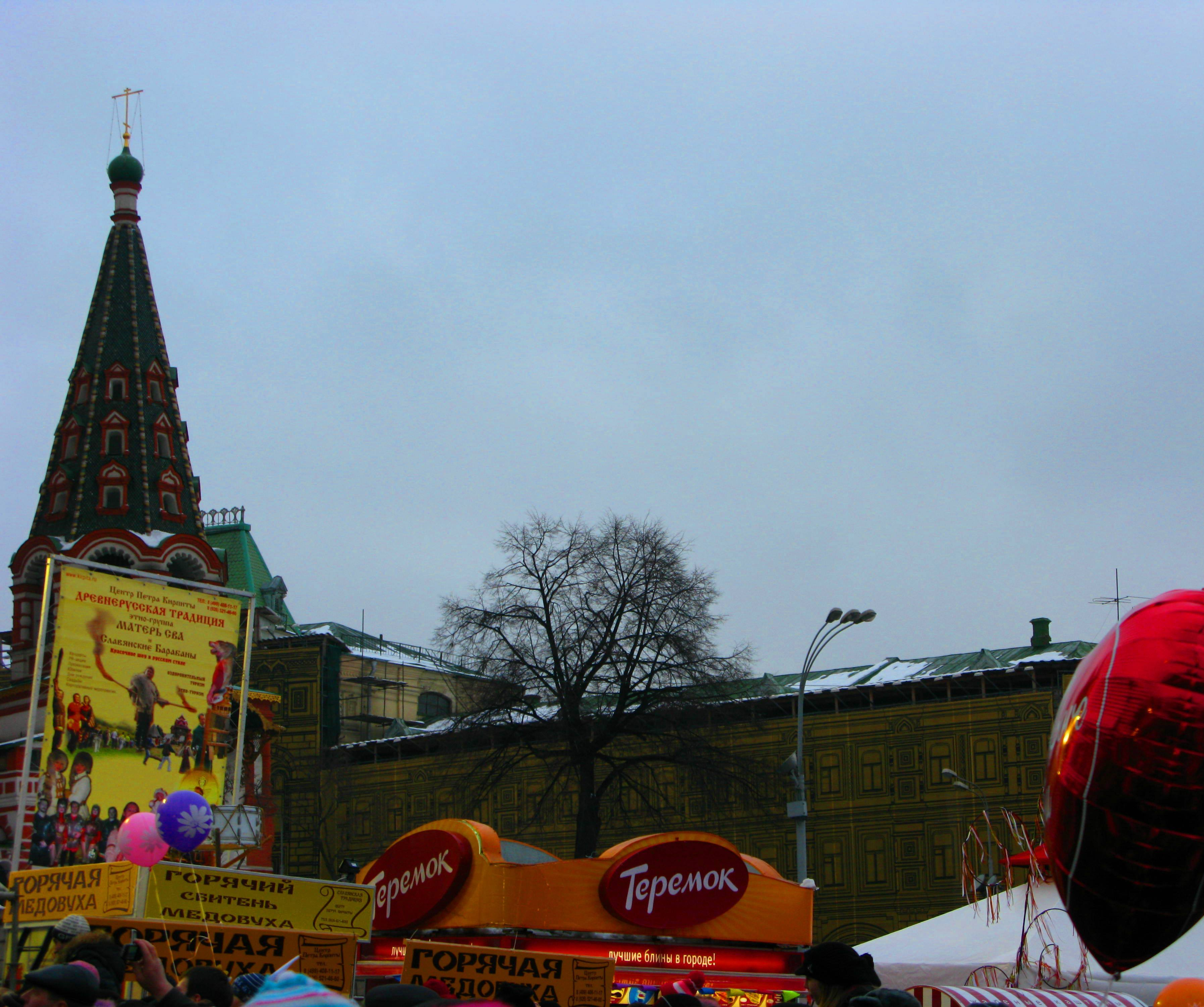
Exemple de pollution visuelle (place Rouge à Moscou).

Le caractère relativement subjectif et parfois temporaire ou mobile dans l'espace de la pollution visuelle rendent son évaluation quantitative et qualitative complexe et délicate. 
Des chercheurs travaillent à la mise au point d'outils de mesure plus objectifs, faisant notamment appel à l'apprentissage profond,.

## Lutte contre la pollution visuelle
Certains[Qui ?] proposent de faire en sorte de moins générer de pollution visuelle, par exemple par la formation initiale et continue, ou par une démarche d'écoconception et de « marketing vert » en amont, et pour ne pas à avoir à la subir ou à la traiter ensuite[réf. non conforme].
Diverses lois protègent certains environnements urbains (généralement les quartiers historiques) et les paysages (parcs nationaux, grands sites, parcs naturels régionaux, réserves naturelles...), où l'affichage et certaines infrastructures sont interdits. Les amendes et la taxation de la pollution visuelle sont aussi des outils fiscaux utilisés[réf. non conforme].
Le nettoyage de décharges sauvages, de plastiques et autres déchets flottants, de cimetière d'épaves, ou le camouflage et la végétalisation sont parfois utilisés pour cacher des objets jugés laids [réf. non conforme].
Des outils d'approche collaborative et de sciences citoyennes, ainsi que la notion de covisibilité, associés à un système d'information géographique peuvent être utilisées pour évaluer et cartographier la pollution visuelle

### En France
La Loi paysage de 1993 permet de mieux protéger les paysages de la pollution visuelle, et les Lois Grenelle limitent la pollution lumineuse qui dégrade les paysages nocturnes (plutôt pour des raisons de limitation du gaspillage énergétique).
Certaines collectivités (ex. : communes et parcs naturels régionaux), à travers des règlements locaux, cherchent à endiguer la publicité extérieure, notamment aux abords des ronds-points ou carrefours, ou interdisent le pelliculage des véhicules de transports en commun (bus, trams, trains, métro) ou les publicités lumineuses. Mais souvent, hors des zones naturelles, des centres-villes ou des quartiers historiques, les réglementations s'assouplissent ou ne sont simplement pas respectées ; « aux pauvres et aux ruraux les affiches 4 × 3 souvent illégales, aux riches la sérénité d’un panorama préservé », écrivait D. Frioux en 2016.